# Покровское (Башкортостан)
Покровское (баш. Покровский) — деревня в Благовещенском районе Башкортостана, относится к Ильино-Полянскому сельсовету.

## Население
| 2002 | 2009 | 2010 |
| ---- | ---- | ---- |
| 0    | ↗1   | →1   |

## История
Покровское (5-й Покровский починок) Деревня появилась в 1891 году на реке Багышле в 1891 году, когда переселенцы из Вятской губернии купили землю у князя Кугушева по цене 27 рублей за десятину при содействии Крестьянского поземельного банка.
Первыми жителями были Патрушевы, Поповы, Парфеновы, Ступниковы, Глубоковских, Галкины и другие. Всего в 1895 году в починке насчитывалось 13 дворов и 124 человека. Работала кузница и ободное заведение.
В 1913 году было образовано одноименное сельское общество. Сельчане входили в земельное товарищество, в собственности которого находилась вся земля — 308 десятин. Крестьяне жили безбедно, был один богатей, который имел более 40 десятин земли, чуть меньше (38 десятин) имел еще один зажиточный хозяин.
С 1930 по 1987 годы этот населенный пункт входил в состав Трактового сельсовета. В 1930-е годы вошел в колхоз «Большевик», в середине XX века — в колхоз имени Лысенко, а в 1957 году — в состав совхоза «Степановский». В советское время в поселке функционировала неполная средняя школа.
В наше время деревня Покровское входит в состав Ильино-Полянского сельсовета и находится на грани исчезновения.

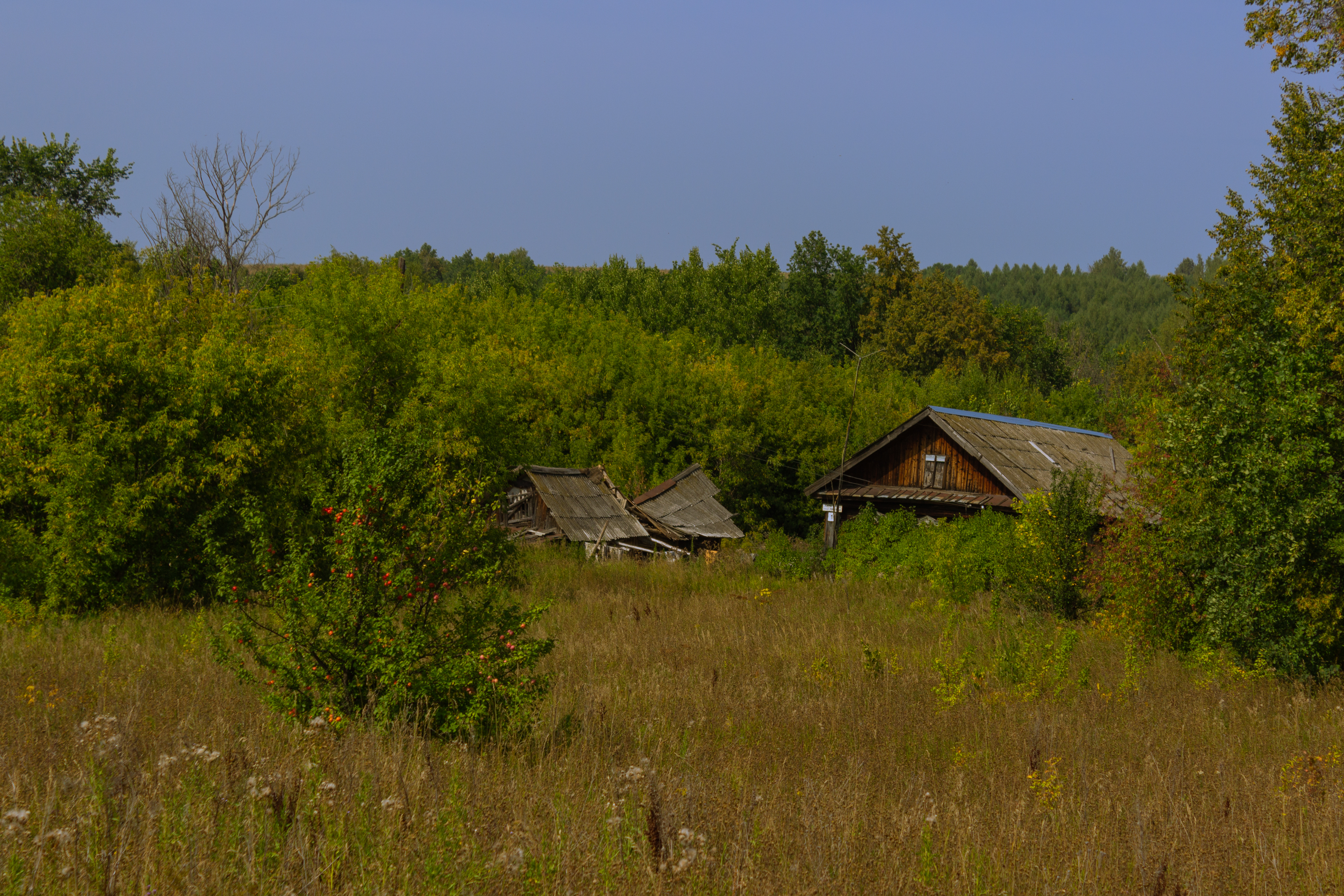
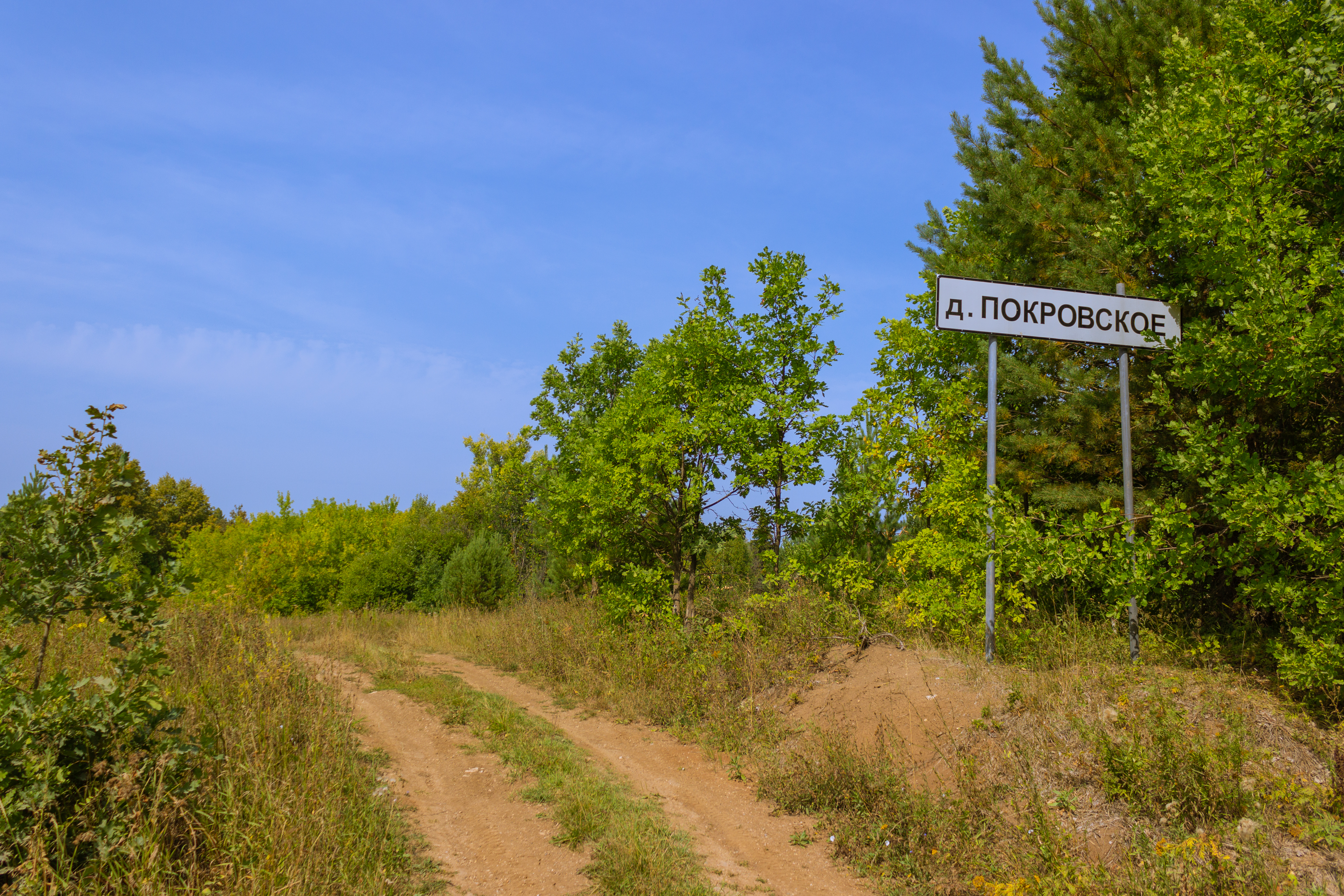
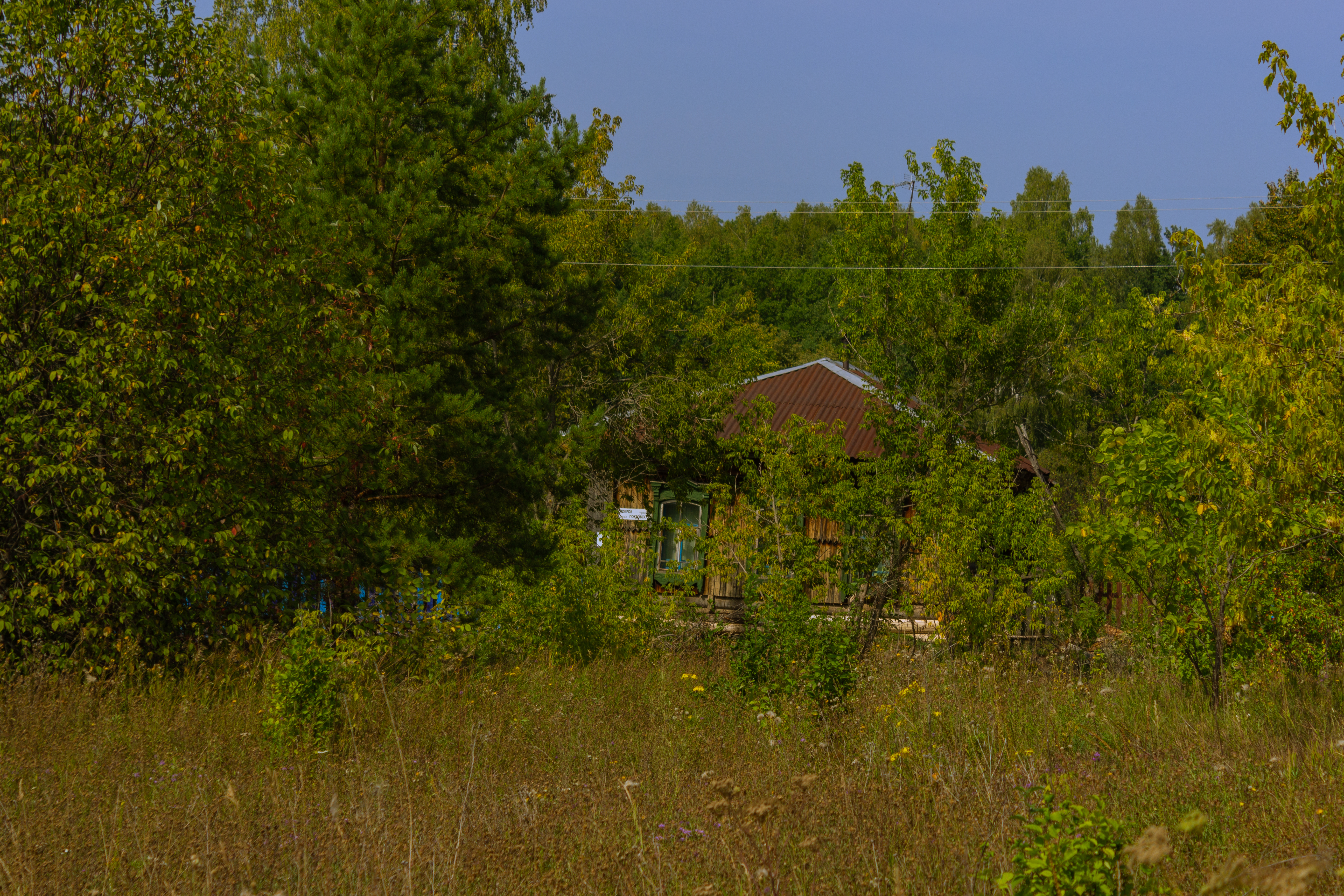

## Географическое положение
Расстояние до:
- районного центра (Благовещенск): 24 км,
- центра сельсовета (Ильино-Поляна): 10 км,
- ближайшей ж/д станции (Загородная): 32 км.

## Известные уроженцы
- Ступников, Анатолий Петрович (р. 21 сентября 1930 года) — слесарь центральных ремонтных мастерских треста «Нефтепроводмонтаж» БАССР, полный кавалер ордена Трудовой Славы.